# Himara
Himara (in albanese Himarë; in greco Χειμάρρα?, Cheimarra; storicamente in italiano Cimarra o Chimara) è un comune albanese situato nella prefettura di Valona, in corrispondenza della costa ionica del sud-ovest dell'Albania.
In seguito alla riforma amministrativa del 2015, sono stati accorpati a Himara i comuni di Horë-Vranisht e Lukovë, portando la popolazione complessiva a 7 818 abitanti (dati censimento 2011). È rivolta sul mare Ionio (in alb. deti Jonë) delle catene calcaree costiere (Mali Çikes, ecc.), in genere assai ripide, a sud del passo di Llogara. 
Centro della civiltà illirica-epirota, rientrante anticamente del Regno d'Epiro di Pirro, la zona costiera fu colonizzata dagli antichi greci e dai romani poi, poi invasa dai goti e avari, dai saraceni, dagli slavi (bulgari e serbi) in epoca medievale, colonia dei normanni e dal regno di Sicilia nel tardo-medioevo. In epoca moderna fu invasa per oltre quattro secoli dai turco-ottomani di fede musulmana. Fu in questo periodo, dal XV al XVIII secolo, che anche da Himara e dalla sua zona limitrofa partì un grande numero di esuli albanesi, professanti il cattolicesimo di rito greco-bizantino, verso l'Italia (specialmente il sud).
Seppure storicamente cittadina di etnia e lingua albanese, per la sua forte identità religiosa greco-cattolica, ormai solo ortodossa, e per l'influenza recente dei media greci, la forte migrazione post-caduta regime comunista con il vicino stato greco e la politica ellenica di propaganda, è mediamente diffusa recentemente anche la comprensione della lingua greca moderna.

## Geografia fisica
La regione è caratterizzata dei Monti Acrocerauni che raggiungono i 2 000 metri e rientrano a picco verso il mare. Ci sono lunghe spiagge di sassi e colline a pochi passi dal mare in cui sono presenti terrazzamenti con coltivazioni di olive e agrumi.

## Storia
Nell'antichità la regione era abitata dalla tribù illirio-epirota dei caoni. I caoni erano una delle tre tribù principali dell'Epiro, insieme ai tesproti e molossi. La città di Himara si crede sia stata fondata come Χίμαιρα, (Chimaira, da qui il nome di Himara) da parte dei caoni come avamposto commerciale sulla riva Chaonian. Tuttavia, secondo un'altra teoria il nome suggerisce che viene dal greco χείμαρρος (cheimarros), che significa torrente.
Nell'antichità classica, Himara era parte del Regno d'Epiro sotto il dominio della dinastia eacide, che comprendeva il re Pirro. Quando la regione fu conquistata dalla Repubblica romana nel II secolo a.C., alcuni suoi insediamenti furono gravemente danneggiati e altri distrutti dal generale romano Lucio Emilio Paolo Macedonico.
Facente parte nell'Impero bizantino dopo la caduta di Roma, divenne, come il resto della regione, bersaglio frequente degli attacchi dei Goti, Avari, Slavi, Bulgari, Saraceni e Normanni.
Invasa dall'Impero ottomano nal tardo XIV secolo, fu l'unica regione a non cedere immediatamente al dominio ottomano, diventando il simbolo della resistenza ai turchi. Nell'estate del 1473 il rivoluzionario greco Ioannis Vlasis prese il controllo di tutta la parte costiera da Sagiada ad Himara, ma quando la guerra turco-veneziana finì (1479) la regione passò sotto il controllo ottomano. Nel 1481, un anno dopo che gli ottomani erano sbarcati a Otranto, i cimarrioti uniti alle forze di Gjon Castriota, figlio di Skanderbeg, attuarono una rivolta contro gli invasori. La rivolta fallì, così diverse famiglie fuggirono dalla città per la Sicilia, dove gli sono stati concessi territori nei pressi di Palermo, fondando Piana degli Albanesi, cittadina in cui gli abitanti parlano ancora oggi una variante della lingua albanese, l'arbërishtja.

## Monumenti e luoghi d'interesse
- Castello di Himara
- Chiesa di Ognissanti
- Chiesa di San Michele
- Chiesa dei Santi Sergio e Bacco
- Panagia Kassopitra

## Cultura

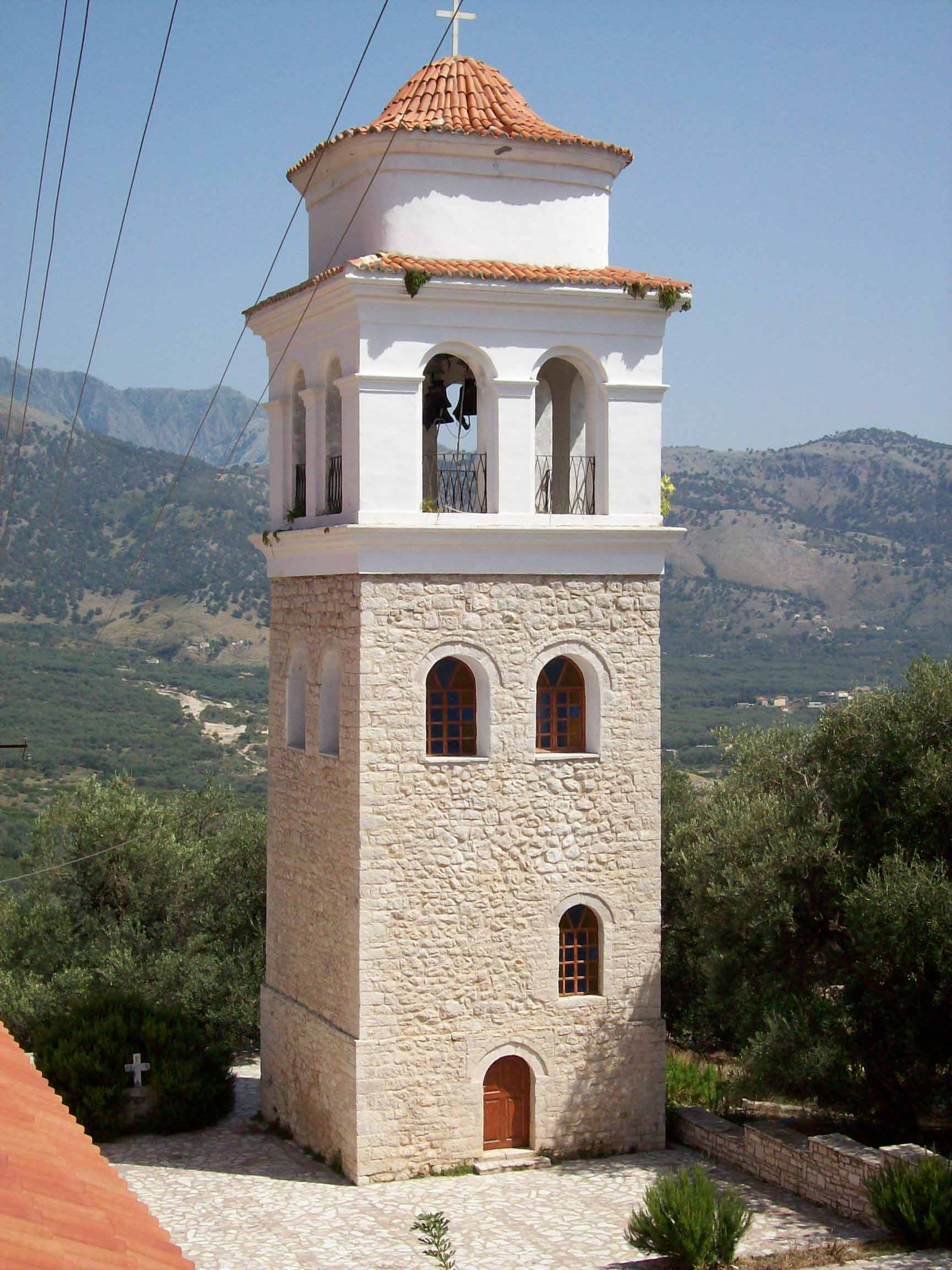
Il campanile della chiesa ortodossa di Ognissanti.

Ad Himara, cittadina importante nei contatti con l'Occidente cristiano e le colonie albanesi d'Italia, fu aperta nel 1660-1661 una delle prime scuole albanesi, per opera di Onufër Konstandini e l'italo-albanese mons. Giuseppe Schirò, nonostante l'opposizione dell'Impero ottomano.

## Società

### Lingue e dialetti
La lingua madre parlata a Himara è l'albanese, così come dimostrato dai numerosi documenti e fondi storici ecclesiastici e dai resoconti dei vari vescovi ordinanti per i cattolici di rito orientale d'Albania ed Epiro.
Il fatto che il greco moderno, secondo alcuni studiosi e politici/religiosi greci, sarebbe capito o parlato dalla totalità dalla popolazione locale, per loro attivamente grecofona, è fermamente smentito dai recenti studi dell'Accademia delle Scienze d'Albania, ed è riconducibile alla manipolazione dell'identità religiosa degli abitanti (ortodossa, detta greca, bizantina o cristiano-orientale, in cui la lingua liturgica dei sacri uffici era o rimane per tradizione spesso il greco antico) per obbiettivi politici legati al filoellenismo.